# Дуджента
Дуджѐнта (на италиански: Dugenta; на неаполитански: Rocenti, Роченти) е малко градче и община в Южна Италия, провинция Беневенто, регион Кампания. Разположено е на 55 m надморска височина. Населението на общината е 2773 души (към 2010 г.).